# 알렉스 브레그먼
알렉산더 데이비드 브레그먼(Alexander David Bregman, 1994년 4월 30일 ~ )는 미국의 야구 선수로 메이저 리그에 소속되어 있는 휴스턴 애스트로스의 3루수이다.

## 경력

### 메이저 리그 이전
1994년에 뉴멕시코주 앨버커키에서 태어났다. 루이지애나 주립대학교 졸업 후 2015년에 있었던 MLB 드래프트에서 휴스턴 애스트로스에게 1라운드 전체 2순위로 지명을 받아 입단하게 된다.

### 휴스턴 애스트로스
2016년 7월 25일에 있었던 뉴욕 양키스 전에서 메이저 리그에 데뷔하여 주전 3루수로 자리잡았다. 2017년 시즌에는 19홈런 17도루 .284 .352 .475를 기록하였으며 월드 시리즈에서도 맹활약하여 소속팀 휴스턴 애스트로스의 첫 월드 시리즈 타이틀을 안겼다.